# Hexachloroiridiumsäure
Hexachloroiridiumsäure ist eine anorganische chemische Verbindung aus der Gruppe der Säuren.

## Gewinnung und Darstellung
Hexachloroiridiumsäure kann durch Reaktion einer Lösung von Ammoniumhexachloroiridat mit Chlor gewonnen werden.
Es kann auch durch Auflösung von Ammoniumhexachloroiridat(IV) in Königswasser und anschließende Erwärmung gewonnen werden.

## Eigenschaften
Hexachloroiridiumsäure ist ein schwarzer Feststoff. Sie liegt in Form von langen rötlichschwarzen Nadeln vor, die leicht löslich in Wasser und Alkohol mit rotbrauner Farbe sind.

## Verwendung
Hexachloroiridiumsäure katalysiert die elektrochemische Synthese von Polyanilin auf der Oberfläche von Nichtedelmetallelektroden. Sie bei der Bildung von Iridium-substituierten Polyoxometallaten vom Dawson- und Keggin-Typ verwendet, indem die freie Stelle der Lacunary-Precursoren wieder aufgefüllt wird.